# Балъклъ
Балъклъ или Балъкли (на турски: Balıklı; на гръцки: Σκοπιά, Скопия) е село на остров Пашалиманъ (на гръцки Алони), Турция, Вилает Балъкесир.

## Личности
Родени в Балъклъ
- Игнатий Мраморноостровен (? – 1893), митрополит на Вселенската патриаршия
- Никифор I Костурски (? – 1874), митрополит на Вселенската патриаршия
- Софроний Месемврийски (? – 1895), митрополит на Вселенската патриаршия
- Софроний Солунски (1826 – 1906), митрополит на Вселенската патриаршия